# Hedy Bienenfeld

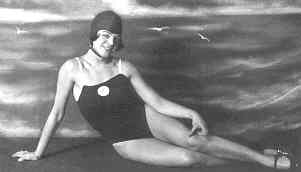
Hedy Bienenfeld

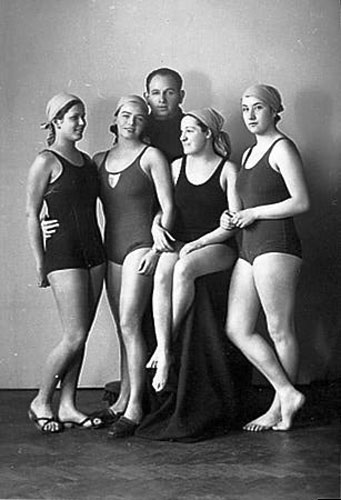
Trainer Zsigo Wertheimer mit Judith Deutsch, Hedy Bienenfeld, Fritzi Löwy und Lucie Goldner

Hedwig „Hedy“ Bienenfeld-Wertheimer (geboren 17. Oktober 1906 in Wien, Österreich-Ungarn; gestorben 1976) war eine der bekanntesten Schwimmerinnen der SC Hakoah Wien.

## Leben
Hedy Bienenfeld war lange Zeit die stärkste Brustschwimmerin Österreichs und gewann zahlreiche Meistertitel. Ihre österreichische Bestleistung über 100 m Brust hielt von 1935 bis 1956. Sie siegte bei Wettbewerben in der Tschechoslowakei, Polen, Ungarn und bei den ersten beiden Maccabiaden. 1927 gewannen sie und ihre Clubkolleginnen Fritzi Löwy und Idy Kohn bei den Schwimmeuropameisterschaften in Bologna mehrere Medaillen. Sie war 1928 Teilnehmerin bei den Olympischen Sommerspielen in Amsterdam.
Erst 73 Jahre später, bei den Europameisterschaften 2000 in Helsinki, gelang es dem 22-jährigen Österreicher Maxim Podoprigora, der wie Bienenfeld, Kohn und Löwy jüdischer Herkunft ist, wieder eine Schwimm-Medaille für Österreich zu erringen.
Hedy Bienenfeld war seit 1930 mit dem Schwimmer und Trainer Zsigo Wertheimer verheiratet. Nach dem Anschluss Österreichs 1938 gelang es beiden mit Hilfe des ehemaligen Hakoah-Funktionärs Valentin Rosenfeld nach London zu fliehen. Von dort emigrierten sie in die USA, wo sie in New York und Florida lebten. 1952 erhielten sie die amerikanische Staatsbürgerschaft. In den 1960er Jahren kehrten die beiden nach Wien zurück.
Friedrich Torberg soll zu der Zeit, als er Der Schüler Gerber schrieb, in Hedy Bienenfeld verliebt gewesen sein und ihr als Lisa Berwald in dem Roman ein Denkmal gesetzt haben.